# Lupin III The First
Lupin III The First (jap. ルパン三世 THE FIRST Rupan Sansei Za Fāsuto) – japoński film animowany z 2019 roku w reżyserii Takashiego Yamazakiego na podstawie serii Lupin III, stworzonej przez Monkey Punch. Jest to pierwszy film pełnometrażowy w serii stworzony całkowicie przy pomocy animacji komputerowej. Za produkcję odpowiadają Marza Animation Planet oraz TMS Entertainment.
Premiera w Japonii odbyła się 6 grudnia 2019 roku. W Polsce film był częścią Warszawskiego Międzynarodowego Festiwalu Filmowego w 2020 roku.

## Fabuła
Film dzieje się w latach sześćdziesiątych ubiegłego wieku, kiedy złodziej-dżentelmen Arsène Lupin III planuje skraść Dziennik Bressona – jedyny skarb, którego jego dziadek, Arsène Lupin, podobno nie był w stanie zdobyć. Dziennika szukają również Gerard i Lambert, chcący użyć informacji zawartych w mechanicznym dzienniku, aby wskrzesić III Rzeszę. W tym celu wysyłają młodą Letitię, która łączy siły z Lupinem, by skraść księgę. Jednak młoda archeolożka szybko zdaje sobie sprawę ze złowieszczych zamiarów swojego dziadka i jego wspólnika.

## Obsada
| Postać                    | japoński          | angielski     | włoski                    |
| ------------------------- | ----------------- | ------------- | ------------------------- |
| Arsène Lupin III          | Kanichi Kurita    | Tony Oliver   | Stefano Onofri            |
| Daisuke Jigen             | Kiyoshi Kobayashi | Richard Epcar | Alessandro Maria D'Errico |
| Ishikawa Goemon XIII      | Daisuke Namikawa  | Lex Lang      | Antonio Palumbo           |
| Fujiko Mine               | Miyuki Sawashiro  | Michelle Ruff | Alessandra Korompay       |
| Inspektor Koichi Zenigata | Koichi Yamadera   | Doug Erholtz  | Rodolfo Bianchi           |
| Laetitia                  | Suzu Hirose       | Laurie Hymes  | Joy Salterelli            |
| Lambert                   | Kotaro Yoshida    | David Brimmer | Franco Zucca              |
| Gerard                    | Tatsuya Fujiwara  | Paul Guyet    | Lorenzo Scattorin         |

## Odbiór

### Box office
Do 25 listopada 2020 roku przychody z filmu wynoszą 1.16 miliarda jenów.

### Krytyka w mediach
Aktualnie film posiada 95% pozytywnych opinii w serwisie Rotten Tomatoes.

### Nagrody
Film został nominowany do dwóch kategorii podczas 43. gali rozdania Nagród Japońskiej Akademii Filmowej z czego wygrał jedną.